# 明誼
明誼（1792年—1868年），字崇正，号古渔，托克托莫特氏，蒙古正黄旗人。清朝官员，进士出身。

## 生平
明誼是嘉庆十五年举人、嘉庆二十四年己卯科进士，由兵部主事升任山西、甘肃按察使。后又转任哈密办事大臣、库伦办事大臣、塔爾巴哈臺參贊大臣、镶黄旗蒙古副都统，乌里雅苏台将军，镶红旗汉军都统等职。任内签署《中俄勘分西北界约记》。死后谥勤果。

## 家族
- 曾祖諾爾布扎使，员外郎；
- 祖策丹，蒙古都统；
- 父成祿。母张氏（父正白旗汉军、乾隆二十五年庚辰科举人张挺汲，祖父張鎬；胞侄女张佳氏，嫁正白旗满洲、咸豐六年（1856年）丙辰科进士西林覺羅氏佛爾國春 (咸豐進士)）。
- 兄长嘉庆二十五年进士明訓。
- 妻佟佳氏。其父正白旗满洲、嘉慶十四年（1809年）己巳恩科进士玉綬。